# Gongylus gongylodes
Gongylus gongylodes är en bönsyrseart som beskrevs av Carl von Linné 1758. Gongylus gongylodes ingår i släktet Gongylus och familjen Empusidae. Inga underarter finns listade i Catalogue of Life.

## Bildgalleri

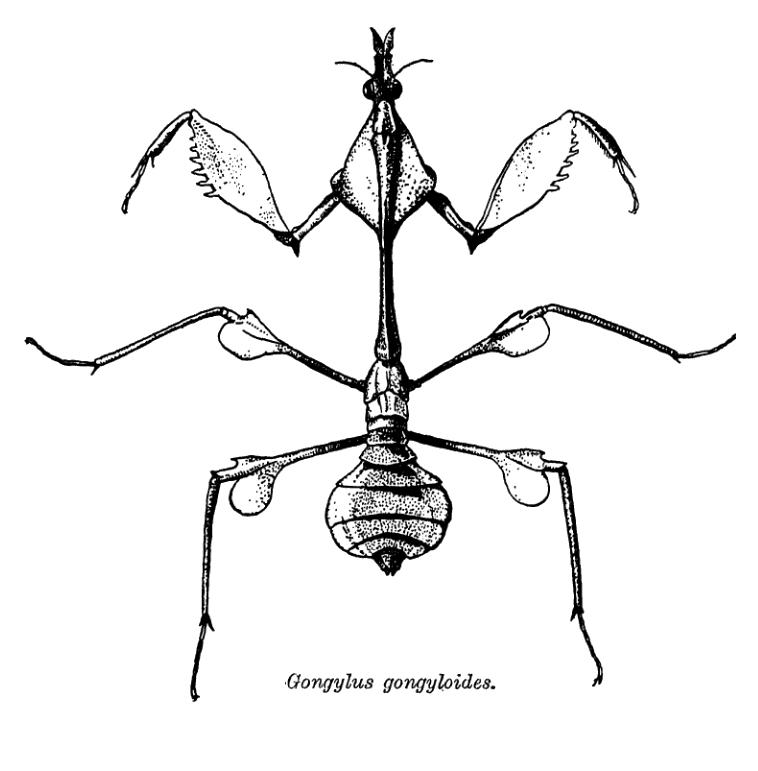
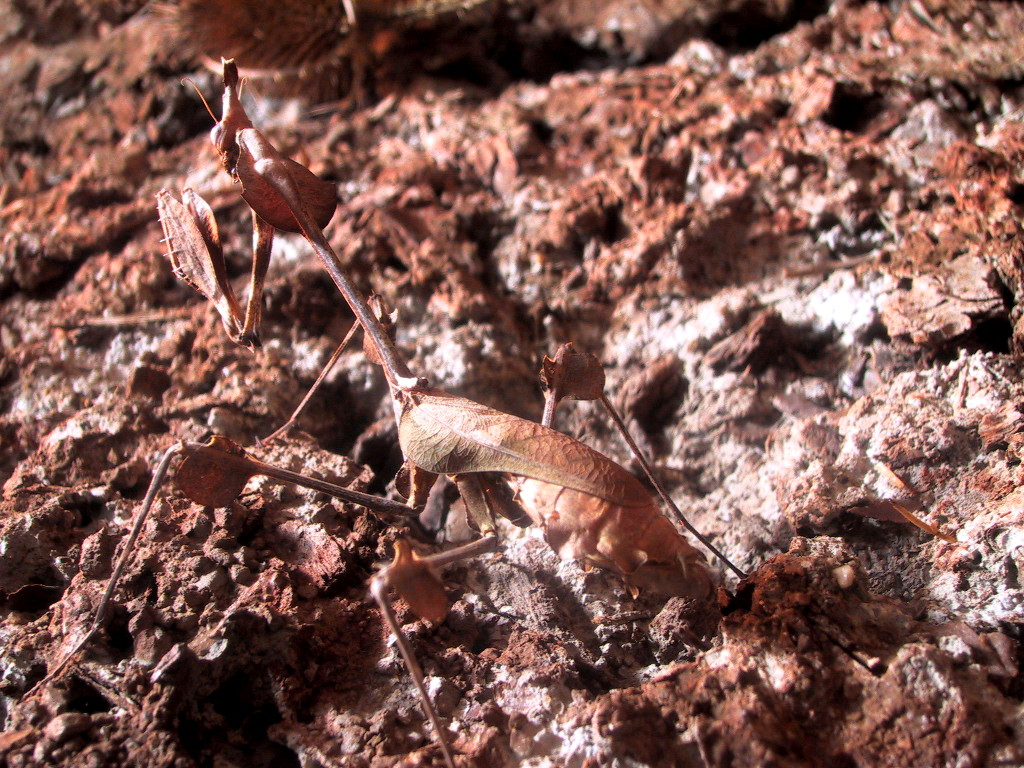